# 맷 코보이
맷 코보이(Matt Corboy, 1973년 6월 4일 ~ )는 미국의 배우이다.

## 출연 작품
- 마스터마인드 (2016)
- A Deadly Adoption (2015)
- 써클 (2015)
- 어 클라우드 소 하이 (2015)
- 스트레이트 아웃 오브 컴턴 (2015)
- 오거나이즈드 크리미널 (2012)
- 위드스탠드 원 나이트 (2011)
- 디센던트 (2011)
- 롱 로스트 러브 (2001)